# 田中ひろみ (脚本家)
田中 ひろみ（たなか ひろみ、1959年12月 - ）は日本の脚本家。
東京都出身。早稲田大学教育学部国語国文科卒業。

## 略歴・人物
1983年に早稲田大学教育学部国語国文科を卒業後、カネボウ化粧品に入社。宣伝部に所属して日本テレビの「カネボウヒューマンスペシャル」や東京国際映画祭の「カネボウ女性映画週間」などに携わる。
1991年6月にカネボウ化粧品を退社。
1997年にテレビ朝日『土曜ワイド劇場』の『法医 歯科学の女』で脚本家としてデビューする。
趣味は8ミリビデオと中国語。

## 作品

### テレビドラマ
- 土曜ワイド劇場（テレビ朝日）
  - 法医 歯科学の女
    - 法医 歯科学の女 屋久島〜指宿 バラバラ死体が海を渡る!?（1997年1月25日）
    - 法医 歯科学の女 網走オホーツク海…流氷が運んだ白骨死体の謎!（1997年8月9日）
    - 法医 歯科学の女 青いサンゴ礁にナゾの白骨死体!（1999年7月31日）

  - お料理学校殺人事件 複合毒の謎! チョコ＋ワイン＝死のレシピ? グルメ奥様とハイミス警部補の推理対決（1997年5月10日）
  - 女弁護士 朝吹里矢子6 幼い目撃者（1997年3月13日）
- 舞妓さんは名探偵!（1999年4月 - 6月、テレビ朝日）
- バースデイ〜こちら椿産婦人科〜 （1999年10月 - 12月、テレビ東京）
- 部長刑事シリーズ 警部補マリコ（2001年10月 - 2002年3月、ABC）
- 七人の敵がいる! 〜ママたちのPTA奮闘記〜（2012年4月 - 6月、東海テレビ）
- オンナミチ（2015年8月 - 9月、NHK BSプレミアム）
- ソースさんの恋（2017年6月 - 、NHK BSプレミアム）

### テレビアニメ
・クレイアニメ 太鼓の達人（2005年4月 - 6月、キッズステーション）

### 舞台
・日本航空学園建学７０周年高校生ミュージカル「君の空～フライ・トゥー・ザ・フューチャー」
　　（2002年10月-12月　山梨　石川　北海道　東京公演）

### テレビ番組
・『女優　宮崎美子がたどる　南房総八犬伝ロマンの旅』（ＢＳ日テレ　2004年12月）